# Delphiniobium bogdouli
Delphiniobium bogdouli är en insektsart. Delphiniobium bogdouli ingår i släktet Delphiniobium och familjen långrörsbladlöss. Inga underarter finns listade i Catalogue of Life.